# V350 Большого Пса
V350 Большого Пса (лат. V350 Canis Majoris), HD 48501 — двойная звезда в созвездии Большого Пса на расстоянии приблизительно 160 световых лет (около 49 парсеков) от Солнца. Видимая звёздная величина звезды — от +6,27m до +6,18m.

## Характеристики
Первый компонент — жёлто-белая переменная звезда типа Гаммы Золотой Рыбы (GDOR) спектрального класса F2V. Масса — около 1,5 солнечной, радиус — около 1,9 солнечного, светимость — около 7,3 солнечных. Эффективная температура — около 7031 К.
Второй компонент удалён на 18,2 угловых секунд.